# Westerdijk
Westerdijk is een gehucht in de gemeente Westerkwartier in de Nederlandse provincie Groningen. Het ligt langs een dijk die loopt tussen Enumatil en Den Horn.
Westerdijken of Westerdijcke was ook de oude naam voor het kerspel Grijpskerk en met name voor de buurtschap Westerhorn.